# The Greatest (canción de Lana Del Rey)
The Greatest es una canción de la cantante y compositora estadounidense Lana Del Rey. La cual pertenece al sexto álbum de estudio de Del Rey, Norman Fucking Rockwell. El 22 de agosto de 2019, Del Rey lanzó un video musical doble con «The Greatest» y «Fuck It, I Love You». Más tarde, ese mismo día, lanzó los dos como un sencillo conjunto en medios digitales.
En 2021 la revista británica NME realizó un listado de la discografía oficial de Del Rey en orden de grandeza, colocando a The Greatest en el primer lugar como la mejor canción de toda su carrera.

## Escritura y composición
Del Rey y Jack Antonoff escribieron y produjeron conjuntamente la canción. Líricamente, Del Rey canta sobre extrañar los «buenos viejos tiempos» en su relación y en el mundo en general, pero expresa más frustraciones con la forma en que el mundo ha cambiado. «La cultura está encendida y he tenido una buena época / Supongo que estoy agotada después de todo / Si es así, entonces estoy cerrando la sesión». Del Rey hace numerosas referencias de la cultura popular, incluida la clásica canción de David Bowie «Life on Mars», las transmisiones en vivo de Instagram, The Beach Boys, los efectos destructivos de los incendios forestales de California en 2018 y su infame enemistad con el rapero Kanye West debido a su apoyo al presidente Donald Trump.

## Vídeo musical

### Sinopsis
Colocada en la segunda mitad de su video musical doble, la canción suena después de las olas y una toma con drones de Long Beach como preludio. Con la misma secuencia de barras de la parte del video «Fuck It, I Love You», Del Rey continúa cantando frente a un telón de fondo de gradiente de neón mientras nuevos clips aparecen, donde está en el puerto de Long Beach con una chaqueta de la playa de Venice que dice «Locals Only». Con reminiscencias de las tomas de su video para «Ride», Del Rey juega a los dardos y al billar en el bar acompañado de hombres mayores, parecidos a motociclistas. Las tomas de una máquina de discos muestran una serie de canciones que Del Rey ha versionado incluyendo «Doin 'Time» de Sublime y «Chelsea Hotel # 2» de Leonard Cohen, así como «Life On Mars» de David Bowie (a la que hace referencia en la letra de las canciones). Hacia el final del video, se muestran a unos clientes felices del bar (uno de ellos es el hermano de Del Rey, Charlie). El video termina con una foto de Del Rey sentada en un bote «dirigiéndose hacia adelante», similar a como ella estaba en la portada del álbum.

### Grabación
Rich Lee dirigió el vídeo, quien anteriormente había hecho lo mismo con los videos de «Love», «Lust for Life» y «White Mustang», entre otros. Con más de nueve minutos de duración, el video también ha sido considerado como un cortometraje. Si bien Del Rey ha publicado imágenes del vídeo de «Mariners Apartment Complex» y «Venice Bitch», ha mencionado que el vídeo doble de esta canción es «el primer videoclip del álbum».

## Recepción

### Crítica
La canción recibió elogios de la crítica tras su lanzamiento. Claire Shaffer de Rolling Stone declaró que la canción presenta «a Del Rey reflexionando sobre el estado del pop... así como el estado del mundo». Tosten Burks de Spin escribió que tanto «Fuck It, I Love You» como «The Greatest» eran «baladas de rock surf-ish que reflejan la mística perdida de California». James Rettig de Stereogum alabó aún más el sonido de California y llamó a ambas canciones los «dos vislumbres más prometedores de Norman Fucking Rockwell». Al escribir para NME, Rhian Daly dijo que la canción «quizás es una de las mejores canciones que jamás haya escrito». Al designar a la canción como «Best New Track», Sam Sodomsky de Pitchfork dijo: ««The Greatest» es un caleidoscopio de radio de rock clásico transmitido a través de la lente psicodélica silenciosa de Lana. La batería rueda a cámara lenta, los solos de guitarra son borrosos, el piano está grabado para que pueda sentir la alfombra debajo de él. En lugar de deleitarse con texturas vintage, Lana está inquieta, elogia a su joven apática e incorpora repetidamente las palabras «la cultura está encendida», como si intentara bailar entre lágrimas. Es una forma lúdica y elegante de expresar un sentimiento común de impotencia y sobreestimulación. Y si suena más tranquila que el resto de nosotros, es porque ha estado aquí un tiempo, esperando que nos pongamos al día antes de que sea demasiado tarde».

### Comercial

#### Listas
| Nueva Zelanda | New Zealand Hot Singles | 22 |